# 石原洋
石原洋（いしはら よう）は、日本のロックミュージシャン、音楽プロデューサー。
サイケデリック・ロックバンド、White Heaven、The Starsのリーダーとして活動。また、ゆらゆら帝国の音楽プロデューサーとしても知られている。

## 来歴
1985年より、White Heavenのリーダーとして活動。
1997年にWhite Heaven解散後、1st.ソロ・アルバム『Passivite』を経て、1999年から2008年までThe Starsで活動。
The Starsでの活動と並行して、ゆらゆら帝国のサウンド・プロデューサーとして、アルバム『Are you ra?』以降のすべての作品を手掛けている。
また、朝生愛やBORIS、OGRE YOU ASSHOLEの作品、ゆらゆら帝国やStoned Green Applesのリミックスなど、プロデューサー、リミキサーとしても活動。
2010年から、石原洋 with Friends名義で活動開始。

2020年、23年ぶりにソロ名義のアルバム『formula』を発表した。

## White Heaven
メンバー
- 石原洋（ヴォーカル、ギター）
- 松谷健（ギター） ※活動初期に在籍、その後MARBLE SHEEPを結成
- 栗原ミチオ（ギター） ※YBO2、ゴーストなどにも在籍
- 中村宗一郎（ギター） ※ゆらゆら帝国のエンジニアとしても活動
- 坂本哲也（ギター）
- 吉本尚弘（ベース）
- 志村浩二（ベース）
- 石原謙（ドラムス）

アルバム
- 『Out』LP/CD（1991）
- 『Strange Bedfellow』LP（1993）
- 『Next To Nothing』CD（1994）　※ミニ・アルバム
- 『Electric Cool Acid』CD（1995）　※ライブ・アルバム
- 『Next To Nothing』LP（1996）　※1994年発売のCDミニ・アルバムに新録2曲と1曲をロング・バージョンとして改めてリリースされたアルバム
- 『Levitation』LP（1997）　※ミニ・アルバム

シングル
- 『Threshold Of The Pain / 4 Hours (In The Afternoon) 』7"EP（1994）

## The Stars
メンバー
- 石原洋（ヴォーカル、ギター）
- 栗原ミチオ（ギター）
- 亀川千代（ベース） ※ゆらゆら帝国、不失者などにも在籍
- 石原謙（ドラムス）
- 荒川康伸（ドラムス）

アルバム
- 『Will』CD（2004）
- 『Perfect Place To Hideaway』LP/CD（2005)

シングル
- 『Today』CD（2001）　※マキシ・シングル

## 石原洋
アルバム
- 『Passivité』CD（1997)
- 『formula』CD（2020)